# Elies Cerdà
Elies Cerdà i Remohí (Alberic, 1874- Alacant, 24 d'octubre de 1932) va ser un escriptor valencià.

## Biografia
Va néixer el 1874 a la localitat valenciana d'Alberic. Va ser director del Noticiero Turolense (1898). Va ser autor de Don Quijote en la guerra (fantasia, 1915) i per al teatre va escriure Ya están ahí (joguina, 1895), representat a València i més tard a Madrid. Igualment, va escriure La epopeya nacional (revista, 1908), Libertad y amor (melodrama, 1909), Primer amor (sarsuela, 1909), La Siciliana (sarsuela, 1910), La Montaña de oro (sarsuela, 1912), La casita blanca, Moros y cristianos, La bandera nueva, Pecado venial, Las Molineras, La Palanca (sarsuela), Pelando la pava, El Santón de la Puntilla, En busca de los novios, viaje cómico-lírico alrededor de la guerra europea i El Rey de la banca (sarsuela) Va morir a Alacant el 24 d'octubre de 1932, atropellat per un tren.